# Unciola irrorata
Unciola irrorata är en kräftdjursart som beskrevs av Thomas Say 1818. Unciola irrorata ingår i släktet Unciola och familjen Aoridae. Inga underarter finns listade i Catalogue of Life.